# Piret Järvis
Piret Jarvis (Tallin; 6 de febrero de 1984) es una cantante, guitarrista y compositora estonia, e integrante del popular grupo de chicas de Vanilla Ninja. Actualmente trabaja como presentadora y editora para la Difusión Pública de Estonia.
Hija de Maire y Jarvis Enno. Después de graduarse de secundaria, obtuvo una beca para continuar sus estudios en la Universidad Internacional de la Concordia, donde fue especializándose en Medios de Comunicación y Relaciones Públicas. Actualmente está estudiando periodismo y comunicaciones en la Universidad de Tartu.
Se unió a Vanilla Ninja en 2002 y es uno de los tres miembros de haber estado un miembro desde su formación. Piret ha escrito la letra de la canción "Club Kung Fu", que hizo Vanilla Ninja bien conocido en Estonia. Ella ha seguido como letrista de muchas de las canciones de la banda como "Birds of Peace", "No me importa en absoluto", "Negro Symphony", etc A pesar de que desempeñó inicialmente un papel más 'de fondo' en el grupo, que aparece en gran medida de su álbum de 2005 Tattoo Azul por Maarja Kivi (el excantante), dejando en el año 2004. Jarvis generalmente actúa como portavoz del grupo en las entrevistas, y en numerosas ocasiones se ha denominado como el miembro más bonito y elegante. En 2005 fue elegida de Estonia la mujer más sexy del año por los lectores de Estonia de mayor venta en chisme revista "Kroonika".
Jarvis hizo entrega de los votos de Estonia en Eurovisión 2011, que matemáticamente confirmó la primera victoria de la exrepública soviética de Azerbaiyán en la competición.
Además de hacer música que ha trabajado para diferentes canales de televisión de Estonia desde 2002. Ella ha trabajado para el TV3 Estonia, MTV Países Bálticos, y actualmente es presentadora y editora de la radiodifusión pública de Estonia.